# Dragijevica
Dragijevica (Servisch cyrillisch Драгијевица) is een plaats in de Servische gemeente Osečina. De plaats telt 681 inwoners (2002).

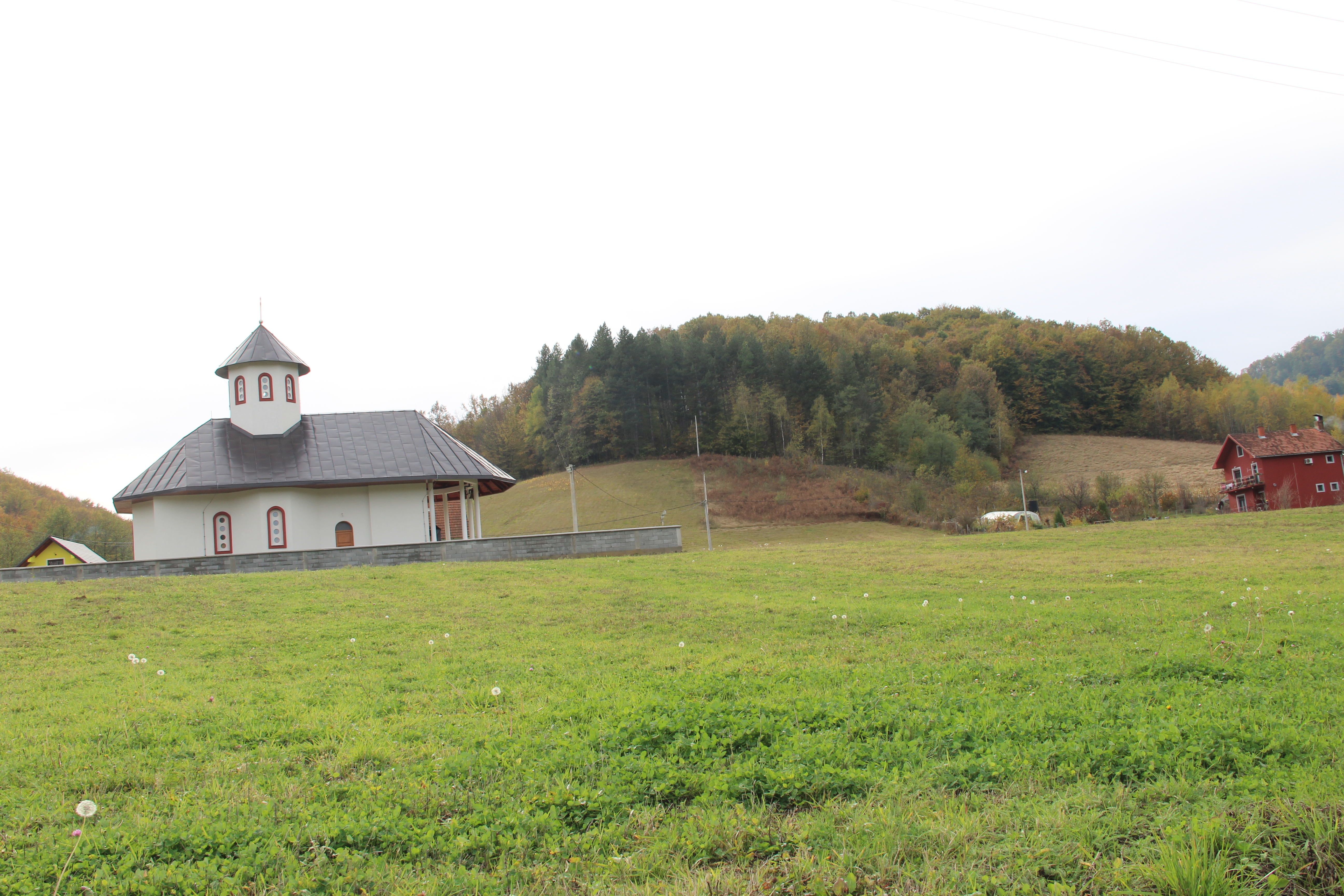
Dragijevica - church
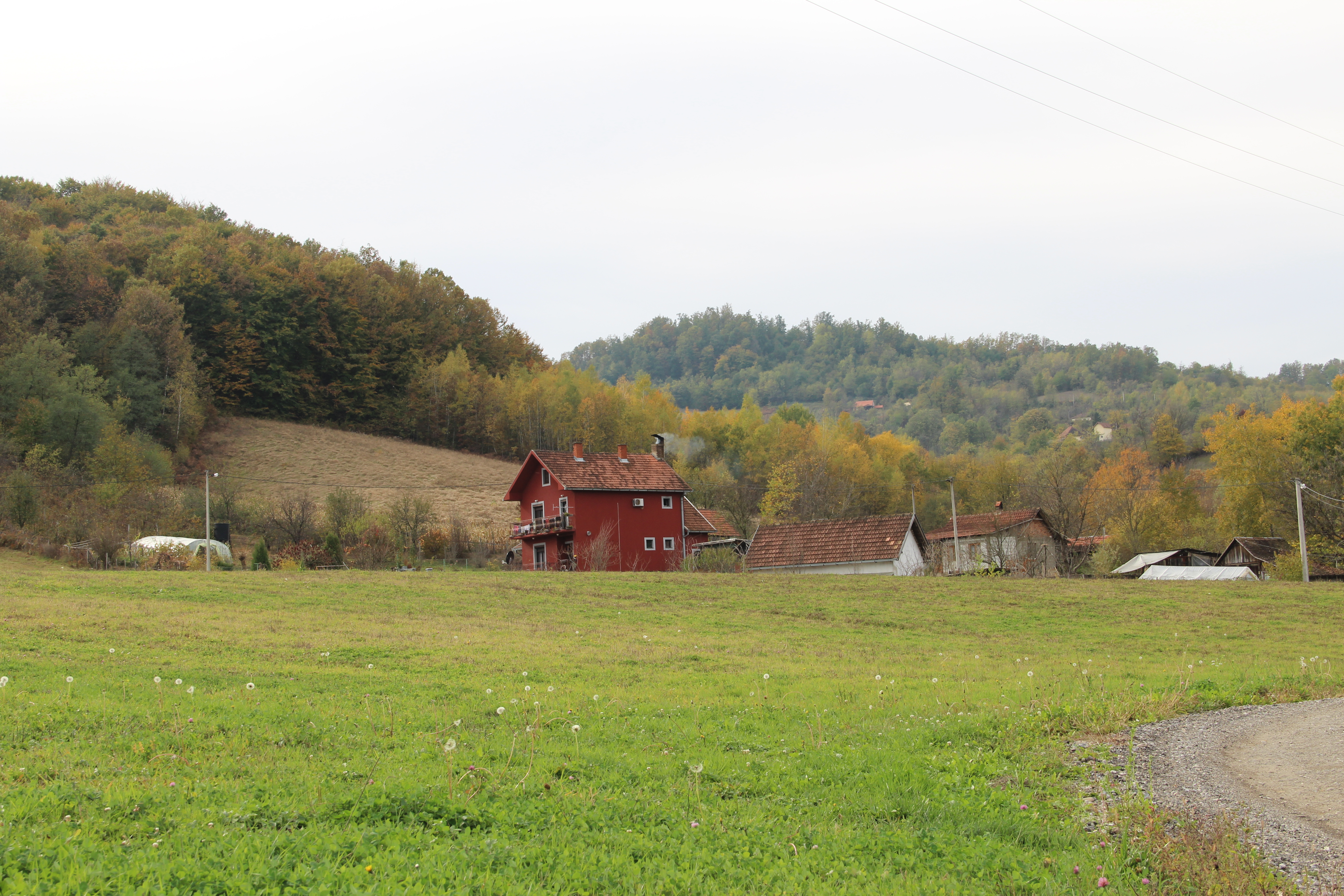
Dragijevica - panorama
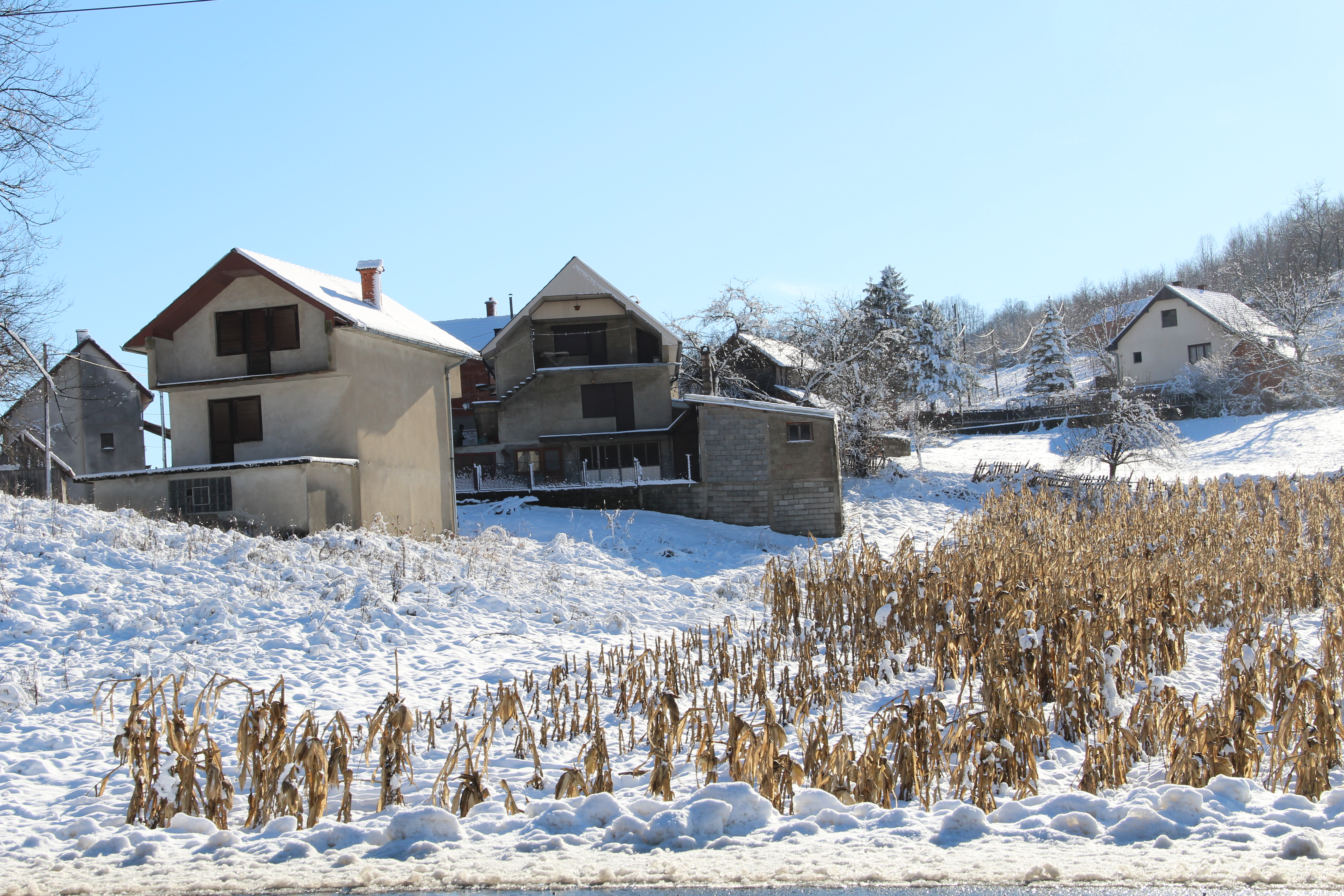
Dragijevica - panorama
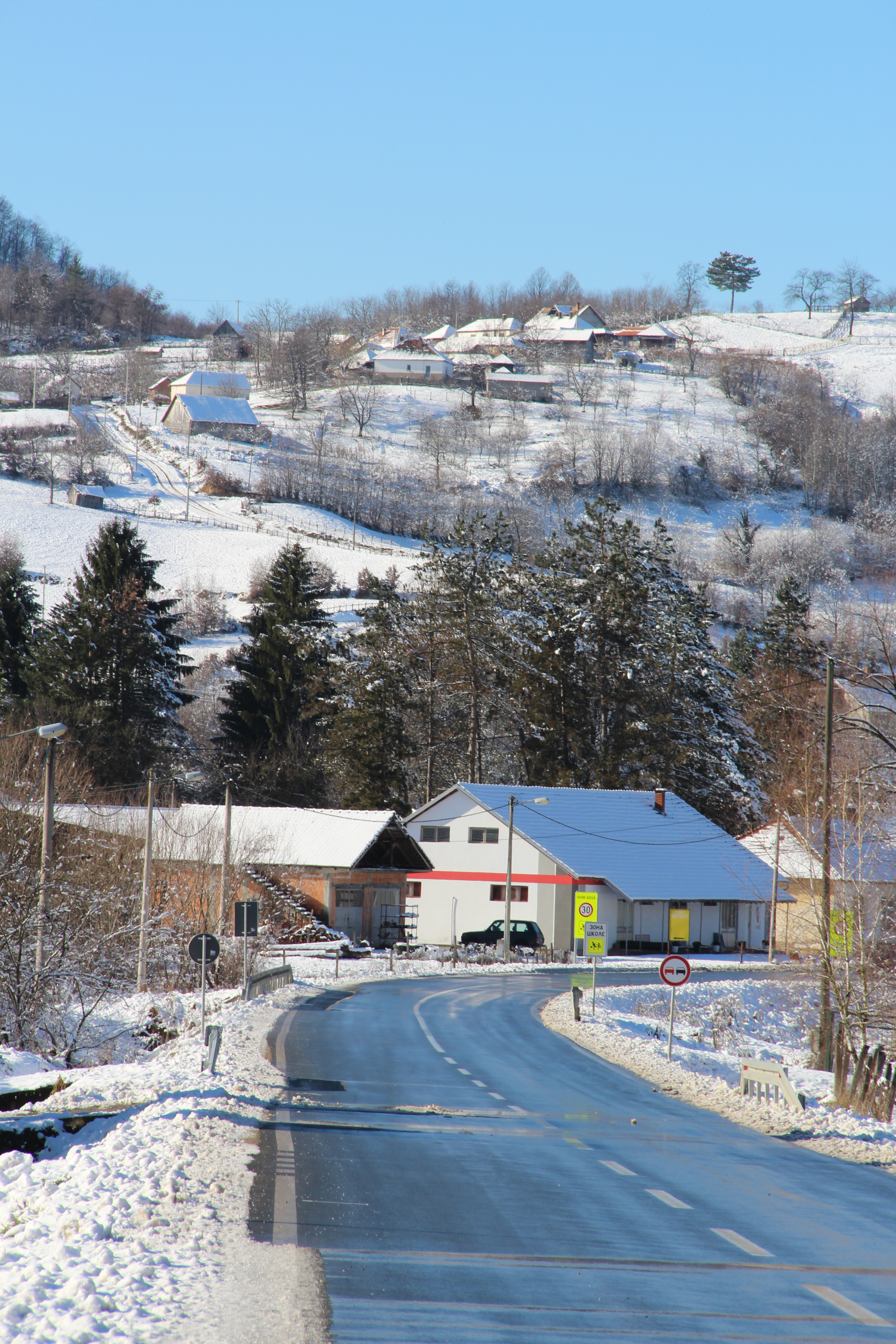
Dragijevica - panorama
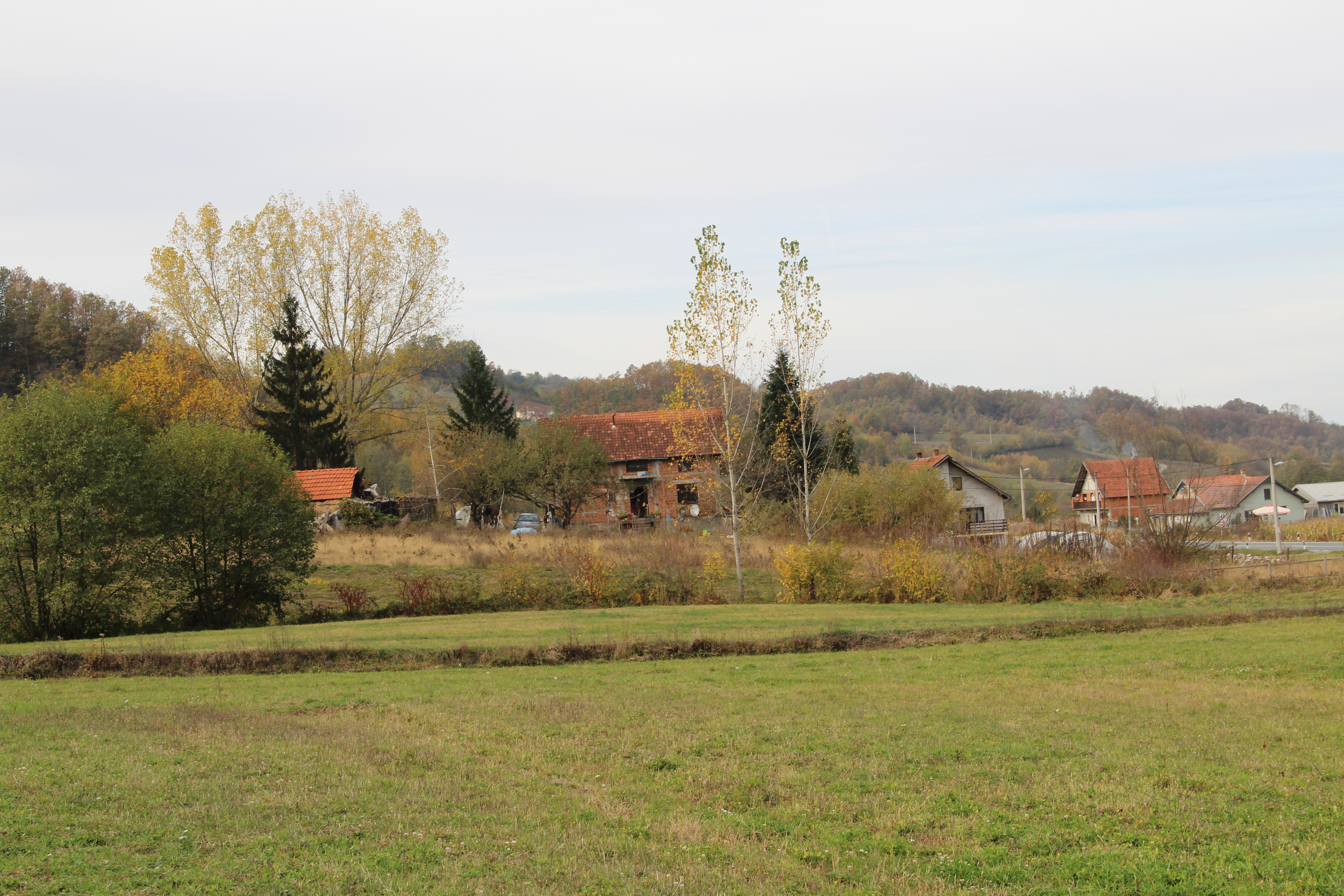
Dragijevica - panorama